# Ostheim (Nidderau)

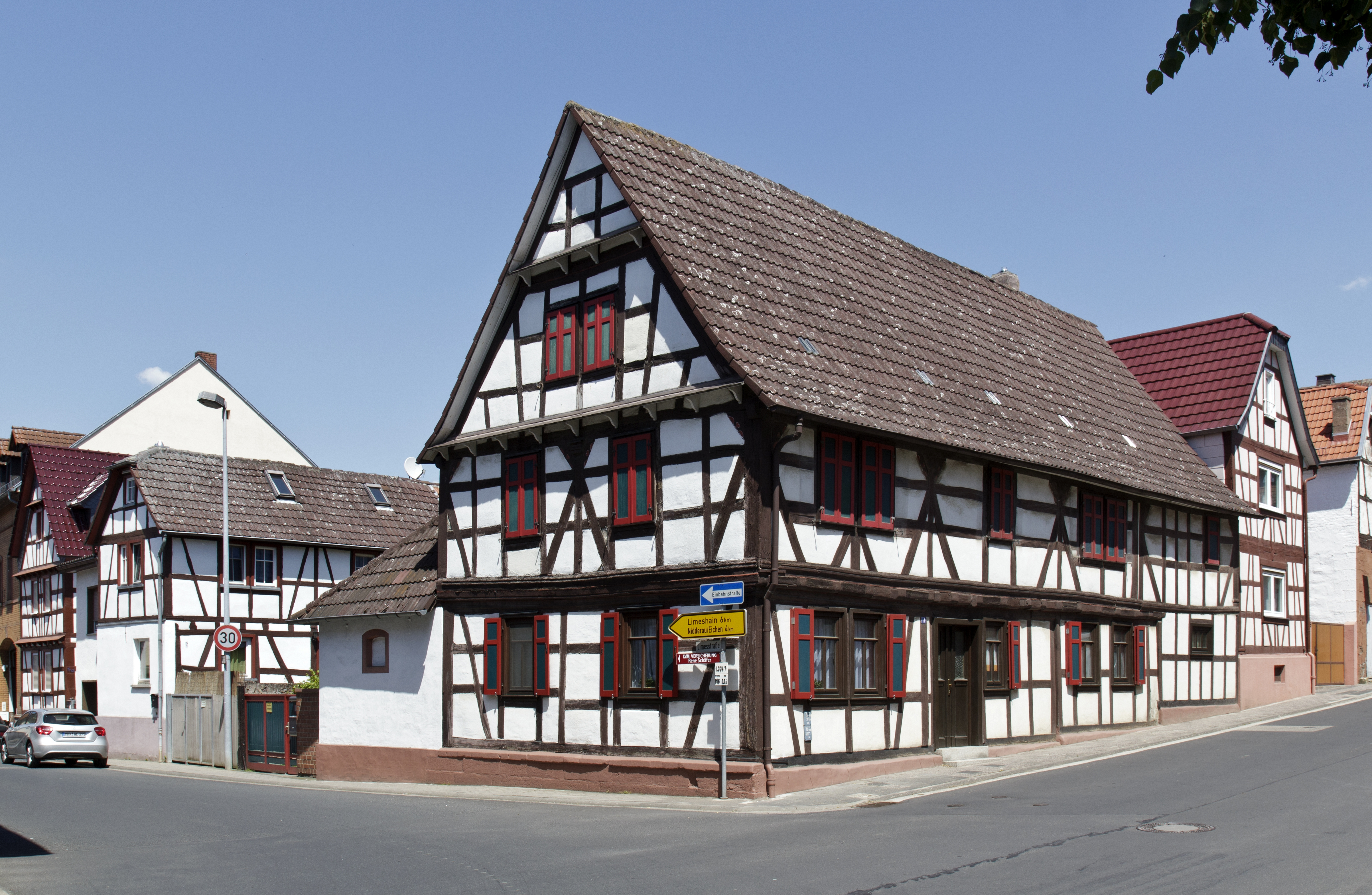
Fachwerkhäuser in Ostheim

Ostheim ist ein Stadtteil von Nidderau im hessischen Main-Kinzig-Kreis.

## Geographische Lage
Ostheim liegt am Südrand der Wetterau und am Fuß des Ronneburger Hügellandes, einem Ausläufer des Vogelsbergs, auf einer Höhe von 135 Metern über NN, etwa 10 km nördlich von Hanau.

## Geschichte

### Mittelalter

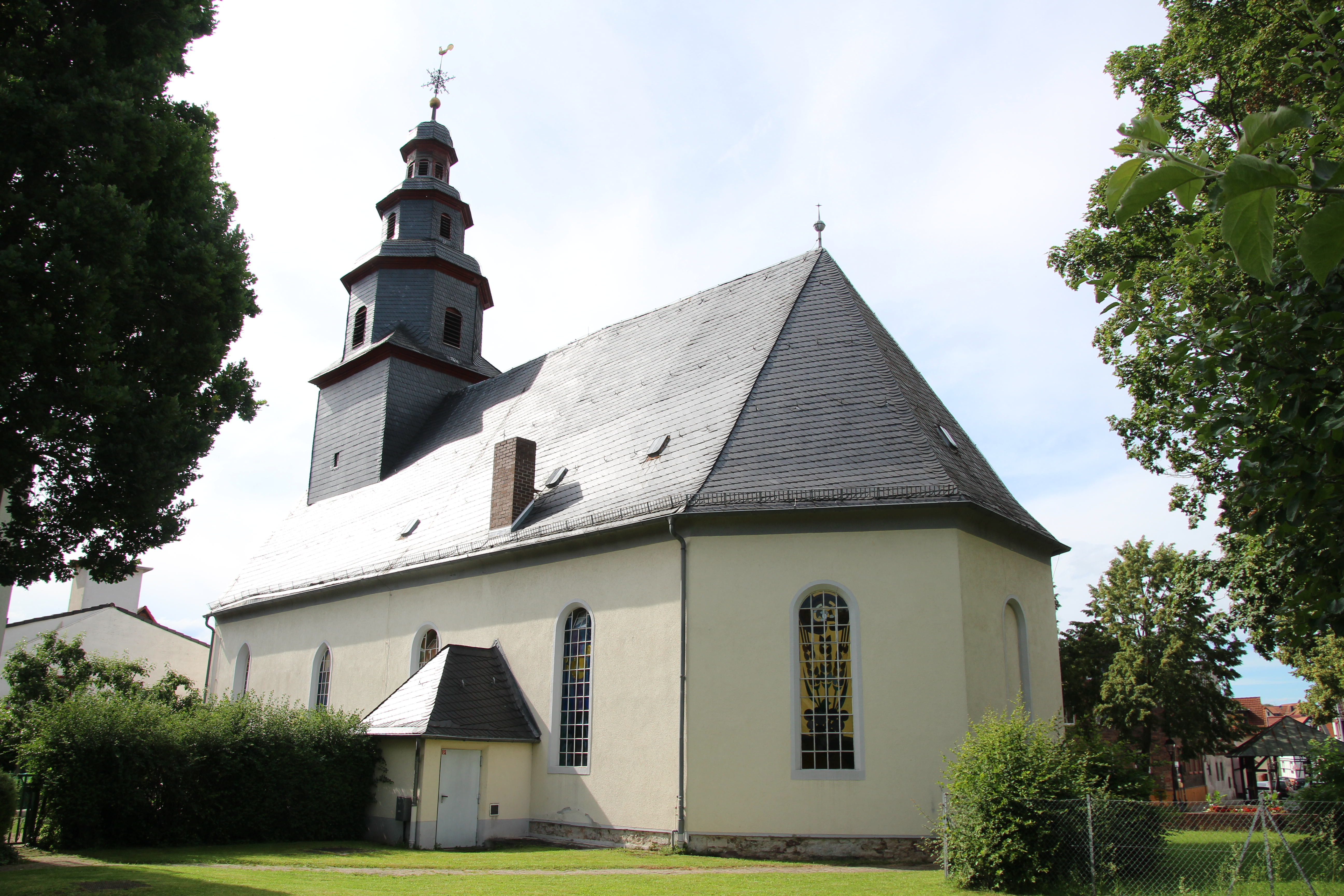
Kirche von Ostheim

Um 850 wurde der Ort als Ostheim erstmals in einem Verzeichnis als Schenkung an das Kloster Fulda erwähnt, 1016 als „in pago Wedereiba“ (Gau Wetterau) liegend beschrieben.
Reinhard I. von Hanau erhielt es 1260 als Pfand und 1262 als Lehen zusammen mit dem benachbarten Windecken (Tezelnheim) vom Bistum Bamberg. Im späten Mittelalter gehörte Ostheim zum Amt Windecken der Herrschaft und ab 1429 Grafschaft Hanau, nach der Landesteilung von 1458 zur Grafschaft Hanau-Münzenberg.
1245 wird ein Priester genannt. Damals bestand also eine Kirche im Ort. Sie gehörte zum Erzbistum Mainz. Kirchliche Mittelbehörde war das Landkapitel Roßdorf. Bis 1488 gehörte auch Windecken zur Pfarrei Ostheim. Das Kirchenpatronat lag beim Bischof von Bamberg.
Der Ort war von einer Ringmauer umgeben und die Eingänge durch Tore gesichert. Daran erinnert heute noch der Straßenname „Eicher Tor“.

### Historische Namensformen
In erhaltenen Urkunden wurde Ostheim unter den folgenden Namen erwähnt (in Klammern das Jahr der Erwähnung):
- Ostheim (um 850)
- Ostheim (1016)
- Hostheim (1245)
- Oestheim (1356)
- Oystheim (1366)

### Frühe Neuzeit
In der Grafschaft Hanau-Münzenberg wurde Mitte des 16. Jahrhunderts nach und nach die Reformation eingeführt, zunächst im lutherischen Sinn. In einer „zweiten Reformation“ wurde die Konfession der Grafschaft erneut gewechselt: Graf Philipp Ludwig II. verfolgte ab 1597 eine entschieden reformierte Kirchenpolitik. Er machte vom Ius reformandi, seinem Recht als Landesherr Gebrauch, die Konfession seiner Untertanen zu bestimmen, und setzte die reformierte Variante der Reformation für seine Grafschaft weitgehend als verbindlich durch. Die Kirchengemeinde gehörte nun zum Dekanat Windecken.
Ostheim wurde im Dreißigjährigen Krieg stark zerstört. Die Chronik berichtet: „Ostheimb, alsda seint gewesen 1 Kirch 1 Rathhauß und ein Schulhauß neben 2 gemeinen Backheuser und 104 anderen Hofreiten und Wohnungen sampt zugehörigen Schewern und Stallungen. Davon seint im Brant verdorben durch Cardinals Infant Volck 83 Heuser und 80 Schewern“. Dies bezieht sich auf Ereignisse in der Zeit zwischen November 1634 und Januar 1635. Was danach noch stand, wurde im Mai 1635 von Kroaten niedergebrannt.
Mit dem Tod des letzten Hanauer Grafen, Johann Reinhard III., 1736, fiel Ostheim – zusammen mit der ganzen Grafschaft Hanau-Münzenberg – an die Landgrafschaft Hessen-Kassel, aus der 1803 das Kurfürstentum Hessen hervorging. 
Am westlichen Ortsrand lag eine Mühle, auch „Mühle auf der Weide genannt“, am so genannten Mühlbach.

### Neuzeit
Während der napoleonischen Zeit stand Ostheim ab 1806 unter französischer Militärverwaltung, gehörte 1807–1810 zum Fürstentum Hanau und dann von 1810 bis 1813 zum Großherzogtum Frankfurt, Departement Hanau. Anschließend fiel es wieder an das Kurfürstentum Hessen zurück. In der Verwaltungsreform des Kurfürstentums Hessen von 1821, im Rahmen derer Kurhessen in vier Provinzen und 22 Kreise eingeteilt wurde, kam Ostheim zum neu gebildeten Landkreis Hanau. 1866 wurde das Kurfürstentum – und damit auch Ostheim – nach dem Preußisch-Österreichischen Krieg von Preußen annektiert. Es gehörte fortan zum Regierungsbezirk Kassel in der preußischen Provinz Hessen-Nassau. Bei der Umwandlung der Provinz Hessen-Nassau 1944 in die Provinzen Kurhessen und Nassau wurden die Kreise Gelnhausen, Hanau und Schlüchtern sowie die kreisfreie Stadt Hanau dem Regierungsbezirk Wiesbaden überführt. Am 6. Mai 1968 wurde der Regierungsbezirk Wiesbaden aufgelöst und sein Gebiet dem Regierungsbezirk Darmstadt zugeordnet.
Am 1. Juli 1974 wurde Ostheim im Zuge der Gebietsreform in Hessen durch Gesetz als letzte Gemeinde in die Stadt Nidderau eingemeindet. Gleichzeitig entstand der neue Main-Kinzig-Kreis, dem die Stadt Nidderau seitdem angehört.

### Einwohnerentwicklung
| - 1632: 0091 Familien - 1663: ca. 35 Familien - 1707: ca. 82 Familien - 1753: 0127 Haushaltungen und eine jüdische mit zusammen 559 Personen - 1754: 0128 Familien, davon eine jüdischen Glaubens = 559 Einwohner | - 1970: 2967 Einwohner - 2000: 4483 Einwohner - 2010: 4729 Einwohner - 2019: 4767 Einwohner |

Hessisches Statistisches Landesamt

## Religion
- Evangelische Kirche
- Freie evangelische Gemeinde Nidderau

## Wappen
Die Blasonierung des Wappens der früheren Gemeinde Ostheim lautet: In Gold drei rote Sparren, belegt mit einer silbernen Rose mit grünen Kelchblättern und roten Butzen.
Die drei roten Sparren in Gold kennzeichnen die Zugehörigkeit von Ostheim zum Amt Windecken. Die Rose auf den Sparren ist sechsblättrig als Symbol der Himmelskönigin Maria (Rosa mystica). In dieser Form erscheint sie erstmals auf einem Ostheimer Gerichtssiegel des 17. Jahrhunderts. Die Genehmigung zur Führung des Wappens wurde der Gemeinde Ostheim am 19. Oktober 1964 von der Hessischen Landesregierung erteilt.

## Verkehr
Durch die Stadt verläuft die Bahnstrecke Friedberg–Hanau, die hier den Haltepunkt Ostheim (Kr. Hanau) aufweist.
Teilweise drehen die Flugzeuge bei West-Wetterlage über Ostheim bei, um auf dem Flughafen Frankfurt Main zu landen.